# Жербаев, Евгений Александрович
Евгений Александрович Жербаев (род. 15 июня 1994, Иркутская область) — российский борец вольного стиля, бронзовый призёр чемпионата мира 2021 года, чемпион и призёр чемпионатов России, мастер спорта России международного класса, победитель и призёр многих международных турниров, победитель ярыгинского турнира 2023 года.

## Биография
Начал заниматься борьбой в семь лет, под руководством своего дяди. Член сборной России с 2015 года. Выступает за Школу высшего спортивного мастерства (Москва) и Бурятию. Живёт в Улан-Удэ.
В 2021 году на чемпионате мира, который проходил в октябре в норвежской столице, стал бронзовым призёром в весовой категории до 70 кг. В полуфинале уступил киргизскому борцу Эрназару Акматалиеву.
21 июня 2023 года в Каспийске завоевал звание чемпиона России.

## Спортивные результаты
- Гран-при Иван Ярыгин 2015 —
- Чемпионат России 2015 —
- Чемпионат России 2019 —
- Гран-при Иван Ярыгин 2020 —
- Чемпионат России 2021 —
- Чемпионат мира 2021 —
- Международный турнир Ивана Ярыгина 2023 —
- Клубный чемпионат мира 2023 —
- Чемпионат России 2023 —
- Всероссийский турнир памяти Героя СССР Базара Ринчино 2025 -